# فتح‌الله‌خان بیگدلی
فتح‌الله‌خان بیگدلی   از سیاستمداران ایرانی بود، که در دوره نخست بعنوان نماینده قم در مجلس شورای ملی حضور داشت.